# サリークイーン
サリークイーンは、1991年（平成3年）に作物研究所によって育成されたイネ（稲）の品種。香り米品種である。旧系統名は「関東154号」。「日本晴」を母、とパキスタン原産の香り米「バスマティ品種群」に属する品種である「Basmati370」を父とする交配から育成された。

## 概要
香り米としては香りの程度は弱いため、通常品種と混米することなく炊飯する全量用の品種である。バスマティ米型の米飯特性を有しており、炊き増え率は高く、食感は軽い。粒型は細長粒。炊飯米は、柔らかいが粘りは少なく、カレーやピラフ、リゾットなどに向く。

## 特性
熟期は「日本晴」より8日遅く、関東では晩生の晩に属する。稈長は100～103cmとなり「極長」に属し、稈がやや細く柔らかいため耐倒伏性は「弱」である。千粒重が「日本晴」より約5g小さく小粒であるため、収量は粗玄米重で「日本晴」比67%と非常に少ない。葉いもち抵抗性は育成当時（1991年）の評価基準で「強」とされる。縞葉枯病には抵抗性である。白葉枯病抵抗性は「弱」である。耐冷性は「弱」で、穂発芽性は「難」である。
移植時の苗丈は中程度で、葉色はやや濃く葉はやや開き気味で先端がやや巻く。
アミロース含有率は「日本晴」よりやや低く、「コシヒカリ」と同程度である。しかしながらタンパク質含有率は「日本晴」よりやや高い。
香り米であるため、米粒は独特の香りを有し、その主成分はアセチルピロリン（2-acetyl-1-pyrroline）とされている。アセチルピロリンの含有量は、年次による変動はあるものの、同じ香り米の「キタカオリ」よりも明らかに少なく、「ヒエリ」よりもやや少なかった。登熟気温によってもアセチルピロリン含量は変化し、低温で高く、高温で低くなった。
「サリークイーン」の炊飯米は、他の品種よりも明らかに加熱吸水率が高く膨張容積が大きく「日本晴」「ホシユタカ」と比べて炊きぶえすることが分かった。炊飯による膨張を粒単位でみると、「日本晴」「ホシユタカ」と比べて、横方向よりも縦方向への膨張率が大きかった。

## 来歴
日本での食の多様化に伴い、各種の料理に適した特徴ある米が米穀業者や外食産業などから求められるようになった。その一つに日本の米とは異なる特性を持つ食材として、南アジアのバスマティ品種群（Basmati rice）があった。バスマティ品種群から生産されるバスマティ米は細長粒の香り米であり、炊飯により米が縦方向への膨張が大きくなり、粘りは少ないが軟らかく、カレーライス、ピラフなどの米料理に好適であるとされる。インドやパキスタンではこうした特性が好まれ、バスマティ米は他の米よりも高価格で売買されている。このような背景から、カレーライスや各種料理用の新たな国産米食材として活用すべく、バスマティ米の米飯特性を持ち、かつ日本で栽培可能な品種を目標として「サリークイーン」は育成された。

### 育成経過
パキスタン原産のインド型品種で、バスマティ米の主力品種として主にパキスタン・インドにおいて栽培されてきた品種である「Basmati370」の米飯特性を日本品種に導入する目的で、1979年に農事試験場作物第 7 研究室（後の農研機構農業研究センター稲育種法研究室、現ゲノム育種支援室）において、「日本晴」を母、「Basmati 370」を父とした人工交配が行われた。
1980年にF1（雑種第一世代）を養成し、1981年にF2（雑種第二世代）で玄米粒形･稔性･草型等について個体選抜を行った｡
翌年のF3（雑種第三世代）以降は、系統育種法により玄米粒形･香り･稔性･草型等について選抜固定をはかってきた。
1985年に農業研究センタ－稲育種法研究室で「85PR57」の系統番号を付し、1986年には生産力検定試験、特性検定試験に供試した。
1987年には稲育種研究室（現、作物研究所）に移管され、生産力検定試験及び系統適応性検定試験に供試された結果、その成績に見通しを得たので、1988年「関東154号」の地方系統名を付し、以降関係府県に配布し地域適応性を検討してきた。
1991年 6月、「関東154号」がそれまでの日本品種が持たない米飯特性を有し、カレーライスやピラフなどの料理に適することが明らかにされたことから、農林水産省の水稲新品種「水稲農林308号」として登録され、「サリークイーン」と命名された。また、種苗法登録第3396号として1993年3月10日付けで品種登録された。